# Yukie Hino
Yukie Hino (japanska: 日野ユキヱ; Hino Yukie), född 17 april 1902 i Kanagawa prefektur, död 13 januari 2017 i Niigata, var enligt Gerontology Research Group vid sin död i april 2017 den 41:a äldsta person som dött sedan 2008. När hon dog var hon världens sjunde äldsta just då levande person och den tredje äldsta levande japanen.